# Роткович Геннадій Йосипович
Геннадій Йосипович Роткович (нар. 2 лютого 1963, Мінськ, Білоруська РСР) — радянський та білоруський футболіст та футзаліст, півзахисник. Виступав у вищих дивізіонах чемпіонату Узбекистану, Молдови, Білорусі та Казахстану. В Україні відомий своїми виступами за полтавську «Ворсклу».

## Життєпис
Народився в Мінську, вихованець місцевої СДЮШОР-5. Дорослу футбольну кар'єру розпочав 1981 року в клуб другої союзної ліги «Цілинник» (дані про виступи у вище вказаний період відсутні). Проте того ж року повернувся на батьківщину, де став гравцем «Динамо». Дебютним голом за бересейську команду відзначився 18 серпня 1982 року на 30-ій хвилині переможного (2:1) домашнього поєдинку 20-го туру Другої ліги проти мурманського «Сєвєра». Геннадій вийшов на поле в стартовому складі та відіграв увесь матч. У команді провів два з половиною сезони, за цей час провів 54 матчі (3 голи) у Другій лізі України. У 1985 році повернувся до «Цілинника». Цього разу провів за команду з Цілинограда три сезони, за цей час у Другій лізі зіграв 79 матчів (7 голів) у Другій лізі України, ще 1 матч зіграв у кубку СРСР.
У 1987 році перебрався до іншого друголігового клубу, ташкентського «Трактора». Зіграв 2 матчі (1 гол) у Другій лізі. Навесні того ж року отримав запрошення від одного з найсильніших клубів Узбецької РСР, «Пахтакора». У футболці ташкентського клубу дебютував 9 травня 1987 року в програному (1:2) виїзному поєдинку 9-го туру Першої ліги проти воронезького «Факела». Роткович вийшов на поле в стартовому складі та відіграв увесь матч. Дебютним голом за «Пахтакор» відзначився 18 червня 1987 року на 49-ій хвилині нічийного (2:2) виїзного поєдинку 17-го туру Першої ліги проти львівських «СКА-Карпати». Геннадій вийшов на поле в стартовому складі та відіграв увесь матч. У команді відіграв три неповних сезони, за цей час у Першій лізі СРСР зіграв 97 матчів (12 голів), ще 5 матчів зіграв у кубку СРСР та 4 поєдинки (1 гол) у кубку Федерації СРСР.
Сезон 1990 року розпочав у «Чорномореці», але виходив на поле лише за дублюючий склад (6 матчів). У пошуках ігрової практики перейшов до клубу Другої нижчої ліги «Кристал» (Херсон) (46 матчів, 2 голи). По ходу сезону 1991 року приєднався до «Нефтовика». У футболці ферганського клубу дебютував 16 липня 1991 року в нічийному (1:1) домашньому поєдинку 21-го туру Першої ліги СРСР проти кишинівського «Зімбру». Роткович вийшов на поле на 35-ій хвилині, замінивши Андрія Мікляєва. Дебютним голом за «Нафтовик» відзначився 19 липня 1991 року на 61-ій хвилині переможного (3:0) домашнього поєдинку 22-го туру Першої ліги проти чернівецької «Буковини». Геннадій вийшов на поле в стартовому складі та відіграв увесь матч. Наступного сезону команда змінила назву на «Нефтчі» й стартувала першому розіграші узбецької Суперліги. У команді провів півтора сезони, за цей час у Першій лізі СРСР/Суперлізі Узбекистану зіграв 41 матч (7 голів).
Навесні 1992 року підсилив «Ворсклу». Дебютував у футболці полтавського клубу 28 березня 1992 року в нічийному (0:0) домашньому поєдинку 4-го туру підгрупи 2 Першої ліги України проти херсонського «Кристалу». Ротокович вийшов на поле в стартовому складі та відіграв увесь матч. З березня по квітень 1992 року провів 7 матчів у Першій лізі України. Також встиг зіграти 2 матчі в першому розіграші Національного дивізіону Молдови.
Сезон 1993 року розпочав у «Балтиці». У футболці калінінградського клубу дебютував 3 квітня 1993 року в програному (0:1) виїзному поєдинку 1-го туру західної зони Першої ліги Росії проти елістинського «Уралану». Геннадій вийшов на поле в стартовому складі та відіграв увесь матч. Дебютним голом у футболці «Балтики» відзначився 1 травня 1993 року на 39-ій хвилині переможного (2:0) домашнього поєдинку 7-го туру Першої ліги проти азовського АПК. Роткович вийшов на поле в стартовому матчі та відіграв увесь матч, а на 68-ій хвилині отримав жовту картку. У калінінградському клубі провів два сезони, за цей час у Першій лізі Росії зіграв 56 матчів (7 голів), ще 2 поєдинки провів у кубку Росії. Ще 6 поєдинків відіграв у Третій лізі Росії за калінінградську «Балтику-2».
У 1994 році повернувся до Білорусі, де підсилив клуб Першої ліги Білорусі «Сантанас» (Самохваличі), за яку протягом сезону зіграв 1 матч. Окрім цього, в сезоні 1994/95 років захищав кольори й столичного футзального клубу «Еліта» (виступав за команду й наступного сезону). У 1995 році виступав у мінській «Зміні» в Другій лізі Білорусі (9 матчів, 2 голи). У 1996 році виступав за клуб Другої ліги Росії «Кристал» зі Смоленська (6 матчів та 1 гол у чемпіонаті Росії та 1 поєдинок у кубку країни) та «Кобринь» з Першої ліги Білорусі (8 матчів, 1 гол). У сезоні 1996/97 років грав за МФК «Діфор» (Заславль), а наступного сезону — за «Адмірал-Даріда» (Мінськ). Окрім цього, продовжував виступати й у великому футболі. У 1997 році дебютував у Вищій лізі Білорусі за столичне «Торпедо» (8 поєдинків). Того ж року грав у друголіговому мінському «Реалі» (6 матчів). Наступного року виїхав до Казахстану, де грав у клубі Вищої ліги «Акмола» зі Степногорська (48 матчів/3 голи у чемпіонаті та 1 поєдинок у кубку Казахстану). У перерві між виступами за Акмолу грав у футзальному клубі «Діфор» (Заславль). У 2000 році повернувся до Білорусі, де грав за друголіговий «Верас» з Несвіжа (40 матчів, 1 гол). Виступав і за футзальну команду вище вказаного клубу. Футбольну кар'єру завершив 2002 року.